# Ремерит
Ремерит, ромерит, рьомерит — мінерал, водний сульфат окисного та закисного заліза. Синонім — бюкінгіт.

## Загальний опис
Хімічна формула: Fe2+(Fe3+)2[SO4]4·14H2O.
Містить (%): Fe2O3 — 19,90; FeO — 8,95; SO3 — 39,80; H2O — 31,35. Домішки: Zn.
Сингонія триклінна. Таблитчасті кристали, а також зернисті і масивні агрегати, сталактити.
Спайність досконала.
Густина 2,17-2,20.
Твердість 3,0-3,75.
Колір жовтий до буро-червоного, а також фіолетово-коричневий. У шліфах жовто-коричневий.
Злам нерівний.
Гостро-солоний на смак.
Зустрічається з іншими сульфатами заліза як продукт окиснення піриту. Рідкісний.
Знахідки: Гарц, Баварія (ФРН), Південний Урал (РФ), штат Аризона, Каліфорнія (США).
На честь німецького геогога Ф. А. Рьомера (F.A.Römer), J.Grailich, 1858.

## Різновиди
Розрізняють:
- рьомерит алюмініїстий (різновид рьомериту, який містить понад 1,45 % Al2O3),
- рьомерит залізистий (зайва назва рьомериту),
- рьомерит цинковистий (різновид рьомериту з Раммельсберґа, Гарц, ФРН, який містить 3,06 % ZnO).